# Mútulo

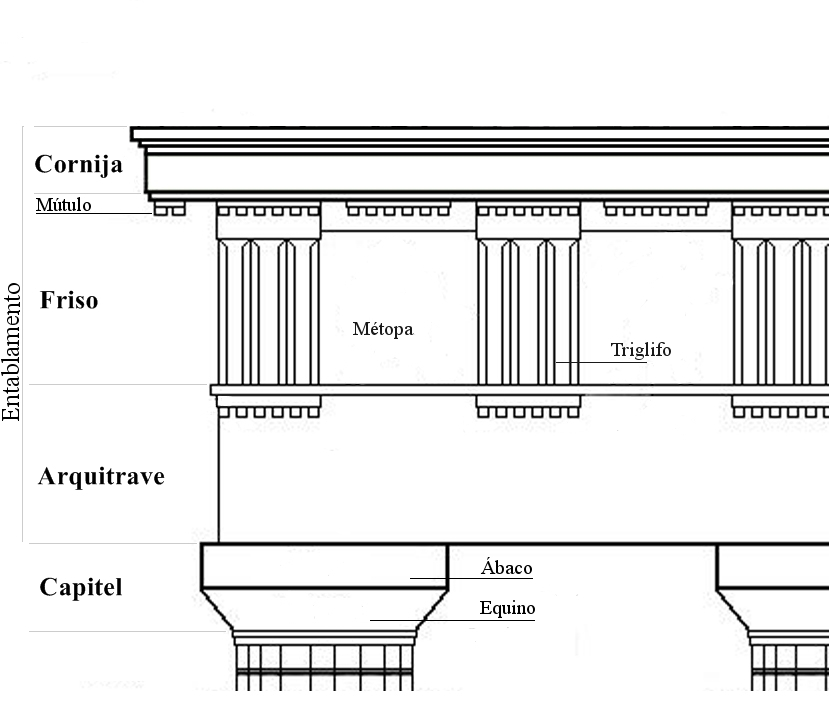
Elementos arquitetônicos na ordem dórica

O mútulo é um modilhão quadrado saliente numa cornija dórica, com o aspecto da extremidade de um batente de madeira, algumas vezes com ligeiro pendente e com igual largura à do tríglifo sobre o qual é colocado. Um bloco retangular sob o intradorso da cornija do templo dórico grego, que é cravejado por guttae. Supõe-se que representa o pedaço de madeira através do qual as estacas de madeira foram cravadas para posicionar a viga, e segue a inclinação do telhado. Na ordem dórica romana, o mútulo era horizontal, às vezes com um filete de coroamento, de modo que virtualmente cumpria o propósito do modilhão na cornija coríntia.